# Loasa prostrata
Loasa prostrata är en brännreveväxtart som beskrevs av John Gillies och George Arnott Walker Arnott. Loasa prostrata ingår i släktet Loasa och familjen brännreveväxter. Inga underarter finns listade i Catalogue of Life.